# Vinařice (district de Mladá Boleslav)
Pour les articles homonymes, voir Vinařice.
Vinařice (en allemand : Winarschitz) est une commune du district de Mladá Boleslav, dans la région de Bohême-Centrale, en République tchèque. Sa population s'élevait à 328 habitants en 2020.

## Géographie
Vinařice se trouve à 6 km au sud-est de Mladá Boleslav et à 50 km au nord-est de Prague.
La commune est limitée par Mladá Boleslav au nord, par Dobrovice à l'est et au sud, par Němčice au sud-ouest et par Dobrovice à l'ouest.

## Histoire
La première mention écrite de la localité date de 1227.